# Cryptotrema
Cryptotrema is een geslacht van straalvinnige vissen uit de familie van slijmvissen (Labrisomidae).

## Soorten
- Cryptotrema corallinum Gilbert, 1890
- Cryptotrema seftoni Hubbs, 1954